# Святловские
Святло́вские — дворянский род Киевской губернии, малороссийского происхождения, ополяченный в XVI и XVII веках и присоединенный к гербу князей Сапег-Лис, откуда Лис-Святловские. Род Святловских внесен в I и II часть родословных книг Киевской и Московской губерний.